# دينيس هيغز
دينيس هيغز (بالإنجليزية: Denis Higgs)‏ هو رياضياتي جنوب أفريقي، ولد في 6 مايو 1932، وتوفي في 25 فبراير 2011 في تورونتو في كندا.